# 1933–1934-es magyar férfi nagypályás kézilabda-bajnokság
Az 1933–1934-es magyar férfi nagypályás kézilabda-bajnokság a hetedik nagypályás kézilabda-bajnokság volt. A bajnokságban tíz csapat indult el, a csapatok két kört játszottak. Ez volt az első bajnokság, amelyet az újonnan megalakult kézilabda-szövetség írt ki.

## Tabella
| #   | Csapat                 | M  | Gy | D | V  | G+  | G-  | P  |
| --- | ---------------------- | -- | -- | - | -- | --- | --- | -- |
| 1.  | Vívó és Atlétikai Club | 18 | 14 | 1 | 3  | 123 | 49  | 29 |
| 2.  | Elektromos TE          | 18 | 13 | 2 | 3  | 150 | 49  | 28 |
| 3.  | MAFC                   | 18 | 14 | 0 | 4  | 120 | 51  | 28 |
| 4.  | Újpesti TE             | 18 | 13 | 1 | 4  | 128 | 66  | 27 |
| 5.  | Munkás TE              | 18 | 10 | 1 | 7  | 103 | 69  | 21 |
| 6.  | Fővárosi ÖTE           | 18 | 9  | 1 | 8  | 63  | 73  | 19 |
| 7.  | MOVE Széchenyi TE      | 18 | 6  | 2 | 10 | 56  | 73  | 14 |
| 8.  | Goldberger SE          | 18 | 4  | 0 | 14 | 34  | 144 | 8  |
| 9.  | Vasas SC               | 18 | 3  | 0 | 15 | 21  | 94  | 6  |
| 10. | Török-Labor SC         | 18 | 0  | 0 | 18 | 15  | 145 | 0  |

* M: Mérkőzés Gy: Győzelem D: Döntetlen V: Vereség G+: Dobott gól G-: Kapott gól P: Pont